# Vrånggölen (Skedevi socken, Östergötland)
Vrånggölen var en sjö, numera en obetydlig våtmark, i Finspångs kommun i Östergötland och ingår i Nyköpingsåns huvudavrinningsområde.